# 五百角形
五百角形（ごひゃくかくけい、ごひゃくかっけい、pentahectogone）は、多角形の一つで、500本の辺と500個の頂点を持つ図形である。内角の和は89640°、対角線の本数は124250本である。

## 正五百角形
正五百角形においては、中心角と外角は0.72°で、内角は179.28°となる。一辺の長さが a の正五百角形の面積 S は
{\displaystyle S=125a^{2}\cot {\frac {\pi }{500}}}

### 正五百角形の作図
正五百角形は定規とコンパスによる作図が不可能な図形である。
正五百角形は折紙により作図が不可能な図形である。